# Jesse Sanders
Jesse Daniel Sanders (Sugar Land, 5 giugno 1989) è un ex cestista statunitense, professionista in Europa.